# Eric Klotzsch
Eric Klotzsch (Colonia, 26 de marzo de 1984) es un actor de cine y teatro alemán, conocido por protagonizar durante siete temporadas la serie de televisión Bettys Diagnose de ZDF.

## Biografía
Estudió actuación en la Universidad de Cine y Televisión Konrad Wolf en Potsdam, estando activo tanto en proyectos de cine y televisión durante sus estudios. Además de varios cortometrajes, recibió una beca para la Sat.1 Talent Class en 2005.

## Filmografía
- 2005: Ahornallee, director: Tilmann Schillinger, Pilot: RTL, Hauptrolle
- 2005: Die Rille, director: Volker Schmitt, cortometraje: Fabr Film
- 2005: Maskenball, director: Oliver Stadel, Sat.1 Talents Class
- 2006: Elfmeter, director: Christian Gillmann, cortometraje: Kamerakinder Köln
- 2006: Ohnmacht, director: Andreas Grimm, cortometraje: Medienakademie Dortmund, Hauptrolle
- 2006: Zweiter Frühling, director: Renate Gosiewski, piloto de serie: Filmakademie Ba Wü, Hauptrolle
- 2007: Schräge Kerle, director: Patrick Schlosser, Sat.1
- 2008: Alarm für Cobra 11 – Die Autobahnpolizei, director: Jan Martin Scharf, RTL
- 2008: Hundeblume, director: Alexander Haßkerl, cortometraje: dffb, Hauptrolle
- 2008: Uferwellen, director: Stefan Lengauer, cortometraje: dffb, Hauptrolle
- 2009: Endlich jetzt, director: Jasper Beutin, cortometraje: Punkte + Streifen
- 2009: Fasten à la Carte, director: Hans Erich Viet, ARD
- 2009: Loverboy, director: Dieter Berner, cortometraje: HFF Potsdam, Hauptrolle
- 2009: Manolo, director: Robert Bohrer, cortometraje: dffb Berlin, Hauptrolle
- 2010: Das Glück kommt unverhofft, director: Sibylle Tafel, ARD
- 2010: Artisten, director: Florian Gottschick, Diplomfilm: HFF Potsdam, Hauptrolle
- 2010: Notruf Hafenkante: Alles Lüge, director: Rolf Wellingerhof, ZDF, Episodenhauptrolle
- 2010: Yago Cityboy, director: Philip Glauner, Diplomfilm: HFF Potsdam
- 2011: Ein Fall für zwei: Liebesblind, director: Marcus Ulbricht, ZDF, Episodenhauptrolle
- 2011: Freiland, director: Moritz Laube, largometraje: zischlermann Filmproduktion
- 2011: Funny Games, director: Facundo V. Scalerandi, cortometraje: KHM Köln, Hauptrolle
- 2011: Une scène a travailler, director: Francois Doillon, cortometraje: dffb Berlin, Hauptrolle
- 2012: Heiter bis tödlich: Alles Klara: Pizzamortale, director: Andi Niessner, ARD
- 2012: Alpha, director: Facundo V. Scalerandi, Diplomfilm: KHM Köln, Hauptrolle
- 2012: Danni Lowinski: Neue Männer + Haussklavin, director: Peter Gersina, Joseph Orr, Sat.1
- 2012: Das Millionen Rennen, director: Christoph Schnee, ARD
- 2012: Marie Brand und das Lied von Tod und Liebe, director: Christiane Balthasar, ZDF
- 2012: Round Midnight, director: Pablo Kaes, cortometraje: HFF Potsdam, Hauptrolle
- 2012: Colonia Brigada Criminal: Bis zum letzten Atemzug, director: Ulrike Hamacher, ZDF
- 2012: Tatort: Der tiefe Schlaf, director: Alexander Adolph, ARD
- 2013: Einmal Bauernhof und zurück, director: Olaf Kreinsen, ARD
- 2013: How to kidnap Obama, director: Daniel Drewes, Hauptrolle, cortometraje: Sonderpreis der Jury des 99Fire-Films-Awards 2013
- 2013: Pastewka: Die Ohrfeige, director: Joseph Orr, Sat.1
- 2013: SOKO Stuttgart: Die Tote auf dem Eis, director: Rainer Matsutani, ZDF
- 2013: Tatort: Im Schmerz geboren, director: Florian Schwarz, ARD/ HR
- 2014: Der Mama: Versandhaus Dennis, director: Thomas Freundner, ARD
- 2014: You & I, director: Nils Bökamp, largometraje: Salzgeber & Co, Hauptrolle
- 2015–2021: Bettys Diagnose, director: Sabine Bernardi, Matthias Kiefersauer, Tobias Stille, ZDF, durchgehende Hauptrolle
- 2015: Der Hodscha und die Piepenkötter, director: Buket Alakus, ARD, Hauptrolle
- 2015–2016: Matterns Revier: ARD, Episodenhauptrolle
- 2016: SOKO Wismar: Schwarzes Gold, director: Sascha Thiel, ZDF
- 2016: Heldt: Bochum Gangsta, director: Heinz Dietz
- 2017: SOKO Wismar: Alte Freunde, director: Esther Wenger, ZDF
- 2017: Eine Hochzeit platzt selten allein:, director: Lanzelot von Naso, ARD
- 2018: Liebesfilm, director: Emma Rosa Simon, Robert Bohrer, ZDF
- 2018: Ohne Schnitzel geht es nicht, director: Wolfgang Murnberger, ARD
- 2020: Der Pfad, director: Tobias Wiemann, largometraje.
- 2020: Die Rentnercops »Dumm gelaufen«, director: Denis Satin, ARD
- 2021: ECHO, director: Mareike Wegener, largometraje.
- 2021: The Next, director: Andy Wecker, ZDFneo Serie